# Zastrow (Adelsgeschlecht)

Wappen derer von Zastrow

Zastrow ist der Name eines alten pommerschen Adelsgeschlechts. Die Familie, deren Zweige zum Teil bis heute bestehen, gehört zum vorpommerschen Uradel. Stammesverwandtschaft besteht zu mehreren briefadeligen Zweigen, die Mitte des 18. Jahrhunderts nobilitiert wurden. Eine Linie besteht seit 1943 unter der Namensform von Zastrow-Marcks.

## Geschichte

### Herkunft
Erstmals erwähnt wird das Geschlecht im Jahr 1270 mit Conradus de Zastrow in einer Urkunde des Herzogs Barnim I. für die Stadt Greifswald. Nach Kneschke gehörte auch der Ende des 13. Jahrhunderts erscheinende Claus von Zastrow zur Familie. Er war Landrat des pommerschen Herzogs Bogislaus.
Klein Zastrow, das Stammhaus der Familie, ist heute ein Ortsteil der Gemeinde Dersekow bei Greifswald im Landkreis Vorpommern-Greifswald. Es erscheint 1248 als Cyastareo erstmals urkundlich und war ab 1272 in Familienbesitz.

### Ausbreitung und Persönlichkeiten
Schon früh ließen sich Angehörige des Geschlechts in ganz Pommern nieder, so unter anderem 1402 in Risnow, Mitte des 15. Jahrhunderts in Dobberphul, Stregow, Dargeröse, Glietzke und Wusterhausen und als Majorat 1581 in Kölpin bei Kolberg. Sie begründeten im Laufe der Jahrhunderte in Pommern acht Linien und gelangten später auch nach Preußen, Posen, die Rheinprovinz und Thüringen, wo sie Kannawurf besaßen.
Johann von Zastrow wurde 1630 herzoglich pommerscher Schlosshauptmann und Kammerrat zu Stettin. Ludwig von Zastrow (1680–1761) wurde kur-braunschweig-lüneburgischer („Kurhannover“) General der Infanterie und Kommandant von Stade. Georg Ludwig von Zastrow (1710–1762) war kurhannoverscher Generalmajor und Christian von Zastrow (1705–1773) kurhannoverscher Generalleutnant. Caspar Wilhelm Philipp von Zastrow war königlich sächsischer Generalleutnant, Festungskommandant von Königstein und Chef eines Kürassierregiments.
Zahlreiche weitere Mitglieder der Familie standen in kurbrandenburgischen bzw. königlich preußischen Staatsdiensten und gelangten als Offiziere in der preußischen Armee zu höchsten Würden. Bernhard Asmus von Zastrow aus dem Haus Kölpin war königlich preußischer Generalmajor, Chef eines Infanterieregiments und Ritter des Ordens Pour le Mérite. Er starb am 25. April 1757 zu Beginn des Siebenjährigen Krieges durch eine feindliche Kugel. Sein Bruder Carl Anton Leopold von Zastrow war Generalmajor, Chef eines Infanterieregiments und Ritter des Ordens Pour le Mérite. 1761 wurde er Kommandant von Schweidnitz. Bei der Erstürmung der Stadt durch die Österreicher am 1. Oktober desselben Jahres wurde er mit der gesamten Garnison gefangen genommen. Einige Jahre später, nach seiner Auswechslung, erhielt er seine Entlassung und starb 1779. Johann Wenzel von Zastrow († 1773) wurde preußischer Generalmajor, Chef eines Dragonerregiments, Ritter des Ordens Pour le Mérite, Amtshauptmann zu Stolpe und Oletzko und Erbherr auf Groß- und Kleintippeln in Ostpreußen. Ebenfalls preußischer Generalmajor, Chef eines Infanterieregiments, Ritter des Pour le Mérite und Drost zu Linum, Luhnen und Hörde war Jacob Rüdiger von Zastrow, der am 30. März 1782 verstarb. Friedrich Wilhelm Christian von Zastrow (* 1752) starb am 22. Juli 1830 als preußischer General der Infanterie, ehemaliger Gouverneur des Fürstentums Neuenburg, außerordentlicher Gesandter und bevollmächtigter Minister am Hof zu München und Ritter des Schwarzen Adlerordens. Sein Sohn Carl Ludwig von Zastrow starb 1835 als preußischer Generalmajor und Kommandant von Glogau.
Friedrich von Zastrow, Nutzer des von seiner Großtante Friederike von Zastrow, einer geborenen Gräfin von Küssow, errichteten Fideikommiss Verchland mit Klein Küssow, erhielt am 15. August 1801 zu Berlin eine preußische Namensvereinigung mit dem der von Küssow als von Zastrow genannt von Küssow.
Der Familienverband derer von Zastrow, (erstmals) gegründet 1872 in Berlin, hält alle zwei Jahre Familientage ab.

### Briefadelige Linien
Carl Christian (* 1743), Friedrich Erdmann (* 1747), Peter Lorenz (* 1754) und Ferdinand (* 1756), die natürlichen Söhne des preußischen Kapitains Anselm von Zastrow aus dem Haus Dageröse und der Christine Bielkau, erhielten am 2. Juni 1757 im Feldlager bei der Belagerung von Prag eine preußische Adelslegitimation unter Beilegung des väterlichen Namens und Wappens durch Allerhöchste Kabinettsorder. Die Notifikation erfolgte am 1. Mai 1764 zu Berlin. Ihr Vater starb bereits wenige Tage später am 8. Juni 1757 während der Kämpfe. Diese briefadelige Linie ist ausgestorben.

### Zastrow-Marcks

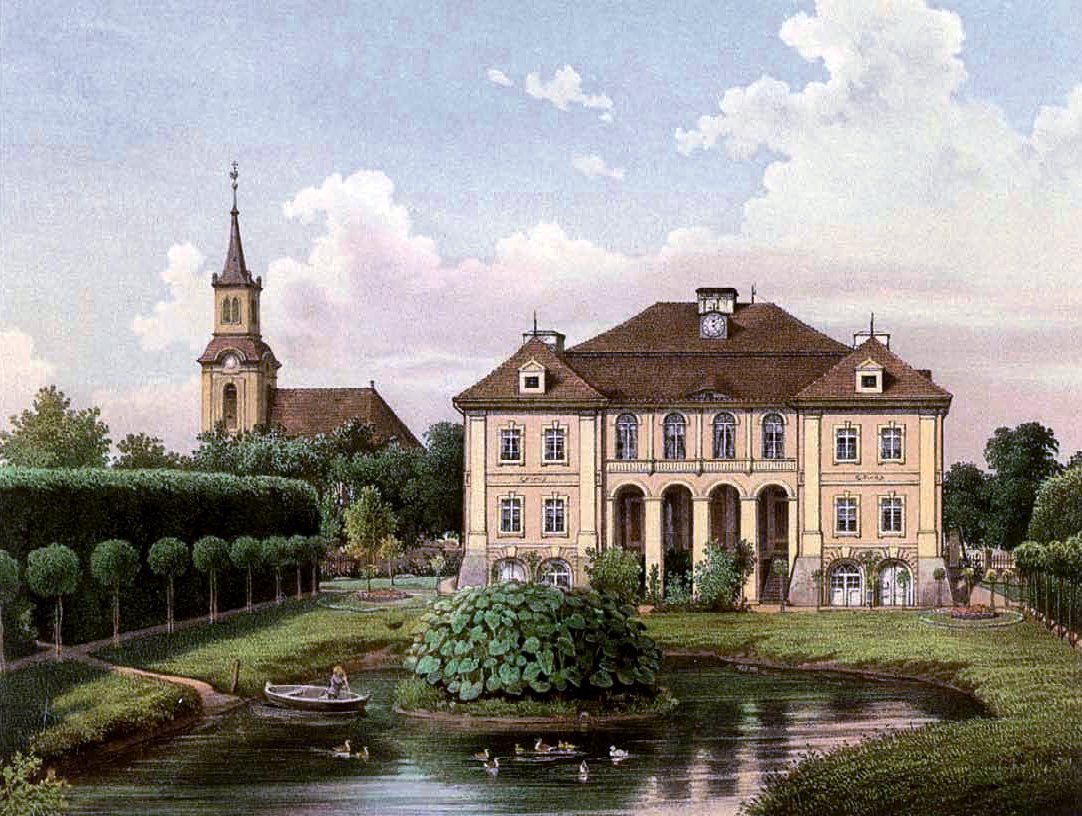
Rittergut Palzig um 1862/1863, Sammlung Alexander Duncker

Mit dem Sohn des kaiserlichen Dragoners im Regiment des Markgrafen von Brandenburg-Ansbach Johann Marx, Johann Albrecht Marx (um 1719–1773), Neubürger in Sugenheim in Mittelfranken, beginnt die Stammreihe dieser Linie. Hans Günther Marcks (* 1930), einer seiner Nachkommen und Sohn des Generalleutnants Werner Marcks und der Maria-Jutta von Zastrow, erhielt am 10. Dezember 1943 durch Erlass des preußischen Ministers des Inneren den Namen von Zastrow-Marcks. Er war der Erbe des Zastrowschen Besitzes Palzig, nachdem der letzte männliche Namensträger dieses Zweiges 1942 gefallen war.
Eine Adelsrechtliche Nichtbeanstandung der Namensform von Zastrow-Marcks erfolgte am 16. Juli 1957 durch Beschluss des Ausschusses für adelsrechtliche Fragen der Deutschen Adelsverbände. Das Wappen von 1958 ist ähnlich dem Stammwappen des pommerschen Uradelsgeschlechts. Es zeigt über einem grünen Schildfuß in Silber eine entwurzelte fünfblättrige grüne Staude, auf dem Helm mit blau-silbernen Helmdecken die Staude zwischen zwei von Grün und Silber über eck geteilten Büffelhörnern.

## Wappen
Das Stammwappen zeigt in Silber eine entwurzelte fünfblättrige grüne Staude. Auf dem Helm mit blau-silbernen Decken die Staude zwischen zwei silbernen Büffelhörnern.
Der Wappenschild des Stammes Dargeröse zeigt das Stammwappen und als Helmzier eine wachsende Jungfrau in von Silber und Blau gespaltenen Gewand mit einem grünen Kranz auf dem Haupt in der Rechten einen natürlichen Lorbeerkranz haltend, die Linke in die Hüfte stemmend. Die Helmdecken sind blau-silbern.

## Bekannte Familienmitglieder
- Johann von Zastrow (1573–1647), pommerscher Landrentmeister und Kammerrat
- Christoph von Zastrow (1594–1636), Hofgerichtspräsident in Stettin
- Nikolaus von Zastrow (1602–1672), als der Schwere Mitglied der Fruchtbringenden Gesellschaft, Hofmarschall in Sachsen-Magdeburg und Oberhauptmann in Thüringen
- Otto von Zastrow, auch Otto Zastro (1632–1693), als der Schaumende Mitglied der Fruchtbringenden Gesellschaft, Amtshauptmann der hennebergischen Ämter Schleusingen, Suhl, Kühndorf und Benshausen
- Ludwig von Zastrow (1680–1761), kurfürstlich braunschweig-lüneburgischer General der Infanterie
- Bernhard Asmus von Zastrow (1696–1757), preußischer Generalmajor
- Leopold von Zastrow (1702–1779), preußischer, dann hessen-kasselscher Generalleutnant
- Christian von Zastrow (1705–1773), kurfürstlich braunschweig-lüneburgischer Generalleutnant
- Jakob Rüdiger von Zastrow (1707–1782), preußischer Generalmajor
- Georg Ludwig von Zastrow (1710–1762), herzoglich braunschweig-lüneburgischer Generalmajor
- Johann Wenzel von Zastrow (1717–1773), preußischer Generalmajor
- Caspar Wilhelm Philipp von Zastrow (1740–1824), königlich sächsischer Generalleutnant
- August Friedrich Wilhelm Franz von Zastrow (1749–1833), preußischer Generalmajor
- Wilhelm von Zastrow (1752–1830), preußischer General der Infanterie, Staatsminister des Auswärtigen Amtes
- Wilhelm von Zastrow (1769–1854), preußischer Generalmajor
- Wilhelm von Zastrow (1779–1842), preußischer Generalleutnant
- Karl Ludwig von Zastrow (1784–1835), preußischer Generalmajor
- Heinrich Adolf von Zastrow (1801–1875), preußischer General der Infanterie
- Julius von Zastrow (1802–1884), preußischer Generalmajor
- August von Zastrow (1833–1896), preußischer Landrat im Kreis Friedeberg Nm.
- Wilhelm von Zastrow (1833–1906), preußischer Generalleutnant
- Alfons von Zastrow (1834–1889), Wirklicher Geheimer Oberregierungsrat, Unterstaatssekretär
- Georg von Zastrow (1846–1907), preußischer Generalmajor
- Ernst von Zastrow (1858–1926), preußischer General der Infanterie
- Alexander von Zastrow (1882–1946), Bildhauer, Prähistoriker[9]